# Села (Осилница)
Села (словен. Sela) је насељено место у општини Осилница, регија Југоисточна Словенија, Словенија.

## Историја
До територијалне реорганизације у Словенији била су у саставу старе општине Кочевје.

## Становништво
У попису становништва из 2011. године, Села су имала 78 становника.
| Број становника према пописима | Број становника према пописима | Број становника према пописима |
| ------------------------------ | ------------------------------ | ------------------------------ |
| 1991                           | 2002                           | 2011                           |
| 63                             | 74                             | 78                             |